# Battle of the Bastards
"Battle of the Bastards" (em português: "Batalha dos Bastardos") foi o nono episódio da sexta temporada da série de fantasia Game of Thrones, da HBO, sendo o 59º episódio em geral. Foi escrito pelos co-criadores da série, David Benioff e D. B. Weiss, e foi dirigido por Miguel Sapochnik.
No Norte, os exércitos dos bastardos, Jon Snow (Kit Harington) e Ramsay Bolton (Iwan Rheon), se enfrentam pelo controle de Winterfell. O exército Bolton derrotou o grosso da tropa de Jon (que era composta, em sua maioria, por selvagens). No momento decisivo, Sansa Stark (Sophie Turner) chega com Petyr Baelish (Aidan Gillen) a frente dos Cavaleiros do Vale, derrotando o exército dos Boltons. Ramsay recua de volta para a fortaleza de Winterfell, mas Jon e seus homens rompem as defesas e invadem o castelo. Jon espanca e depois prende Ramsay, que posteriormente é executado por Sansa. Em Meereen, Daenerys Targaryen (Emilia Clarke) se recusa a se render aos Mestres escravagistas e utiliza seu dragão Drogon para atacar a frota dos mestres, forçando a submissão destes. Yara (Gemma Whelan) e Theon Greyjoy (Alfie Allen) chegam logo em seguida a Meereen e oferecem seus serviços a Daenerys para ajuda-la a tomar os Sete Reinos.
"Battle of the Bastards" foi um sucesso de público e crítica, sendo saudado como um dos melhores episódios da série. Os críticos descreveram a batalha no Norte como "amedrontadora, envolvente e estimulante" e a reunião de Daenerys com seus dragões como "emocionante".
A enorme batalha vista no episódio demorou 25 dias para ser filmada, requerendo 500 extras, 70 cavalos e uma equipe de produção de 600 pessoas. Nos Estados Unidos, "Battle of the Bastards" atraiu uma audiência de 7,66 milhões de pessoas quando foi ao ar pela primeira vez. Além disso, rendeu vários prêmios a Game of Thrones, mais notavelmente no 68º Emmy Awards (incluindo as estatuetas de "Melhor Diretor" e "Melhor Roteiro").